# Ивановка (Каховский район)
Ивановка (укр. Іванівка) — село в Присивашской сельской общине Каховского района Херсонской области Украины.
Почтовый индекс — 75244. Телефонный код — 5538. Код КОАТУУ — 6525481301.

## География
Через село проходит автодорога Чаплинка — Новотроицкое.

## Население
Население по переписи 2001 года составляло 1128 человек.

## Местный совет
75244, Херсонская обл., Каховский р-н, с. Ивановка, ул. Центральная, 11

## Экономика
На территории села находится центральная усадьба совхоза им. Чапаева, за которым закреплено 8140 га сельскохозяйственных угодий, из них 6916 га пахотной земли, в том числе 3566 га орошаемой. Хозяйство специализируется на выращивании зерновых культур и производстве мясо-молочной продукции.